# Simulium spilmani
Simulium spilmani är en tvåvingeart som beskrevs av Stone 1969. Simulium spilmani ingår i släktet Simulium och familjen knott.
Artens utbredningsområde är Dominica. Inga underarter finns listade i Catalogue of Life.